# CERN openlab

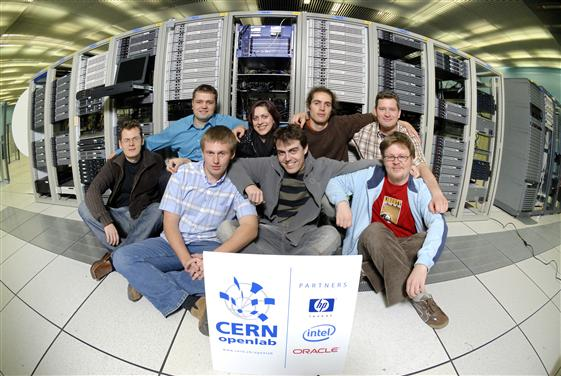
Integrantes do CERN Openlab em 2007

O CERN openlab é uma colaboração entre o CERN e parceiros industriais para desenvolverem novos conhecimentos na técnica da informação e da comunicação através a avaliação de soluções avançadas a pesquisa conjunta a fim de ser usada pela comunidade mundial da ciência que trabalha com o Grande Colisionador de Hadrões (LHC).
Estas experiências criam enormes quantidades de dados,  15 a 25 milhões de gigabyte (GB) por ano (fala-se de pétaoctets PE), e necessita uma grelha de computação global de mais de 140 centros de cálculo para guardar e analisar os dados.
O CERN openlab é um framework para avaliar e integrar as tecnologias do ponta do departamento IT (Information Technology Services) do CERN ou serviços em parceria com a indústria, com foco nas futuras versões do WLCG. É uma tradição do CERN ter colaborações intimas com a industria, nomeadamente a da computação, devido às sua necessidades próprias. Companhias como Compaq, IBM, SGI e Sun colaboram estreitamente com o CERN há muitos anos que deram sempre origem a implementações que só anos depois apareceram no mercado. Por seu lado o CERN fornece a sua experiência e altos requisitos no campo da computação e puxa as novas tecnologias ao máximo fornecendo ao mesmo tempo um terreno neutro para P&D com os vários cooperantes. No caso do CERN openlab os parceiros são a HP, Intel, Oracle e Siemens
Esta iniciativa tem sido organizada em fases sucessivas de três anos Openlab I (2003–2005) no desenvolvimento de protótipos chamados opencluster, Openlab II  (2006–2008) em domínios como plataformas, base de dados, interoperatibilidade na segurança e redes de trabalho. Openlab III começou (2009-2011),  Gráfico com a estrutura do Openlab